# Aloys von Rechberg
Aloys Franz Xaver Maximilian Franz de Paula von Rechberg und Rothenlöwen, född den 18 september 1766 i München, död den 10 mars 1849 i Donzdorf, var en tysk greve och diplomat. Han var far till Bernhard von Rechberg.
von Rechberg tillhörde en gammal schwabisk adelsätt, som nämns redan på 1100-talet och som 1609 erhöll riksgrevlig värdighet. Han var kurbayerskt ombud vid fredskongressen i Rastatt 1799 samt representerade kungariket Bayern på kongressen i Wien 1815 och Karlsbadkongressen 1819. År 1817 invaldes han som hedersledamot av bayerska vetenskapsakademien.